# Polyalthia beamaniorum
Polyalthia beamaniorum este o specie de plante din genul Polyalthia, familia Annonaceae, descrisă de Ian Mark Turner. Conform Catalogue of Life specia Polyalthia beamaniorum nu are subspecii cunoscute.